# Grimaldi (Calabria)
Grimaldi község (comune) Olaszország Calabria régiójában, Cosenza megyében.

## Fekvése
Grimaldi Cosenzától 29 km-re, 650 méteres tengerszint feletti magasságon található. Területe a Santa Lucerna-hegytől a Savuto folyó völgyéig terjed. Határai: Aiello Calabro, Altilia, Domanico, Lago, Malito és Martirano.

## Története
A település alapításáról nem léteznek pontos adatok. Valószínűleg a 9. században alapították a szaracén portyázások elől menekülő cosenzai lakosok. Első írásos említése a 11. század elejéről származik.

## Népessége
A népesség számának alakulása:

## Főbb látnivalói
- Santissimi Apostoli Pietro e Paolo-templom
- Sant’Antonio-templom
- Madonna della Foce-templom